# Нірка (річка)
Нірка (Норка) — річка в Україні, в межах Теофіпольської селищної громади Хмельницького району Хмельницької області. Права притока Полкви (басейн Дніпра).

## Опис
Довжина 16 км. Площа водозбірного басейну 45,1 км². Річкова долина порівняно широка і неглибока, у верхів'ях місцями заболочена. Споруджено кілька ставків.

## Розташування
Річка бере початок при східній околиці села Колки. Тече переважно на північний захід, місцями на захід. Впадає до Полкви між селом Коров'є та смт Теофіполь. 
Над річкою розташовані села: Колки, Олійники, Строки, Троянівка і Коров'є.